# Himantolophus appelii
Himantolophus appelii — вид вудильникоподібних риб родини Himantolophidae. Це морський, мезопелагічний вид. Досить поширений в океанах південної півкулі на глибині 338—1360 м. Тіло сягає завдовжки до 40 см.